# Zizers
Zizers é uma comuna da Suíça, no Cantão Grisões, com cerca de 2.997 habitantes. Estende-se por uma área de 10,96 km², de densidade populacional de 273 hab/km². Confina com as seguintes comunas: Igis, Maienfeld, Mastrils, Says, Trimmis, Untervaz, Valzeina.
A língua oficial nesta comuna é o Alemão.